# Caspian Airlines Flight 7908
Caspian Airlines Flight 7908 var en ruteflyvning fra Teheran i Iran, til Yerevan i Armenien, som den 15. juli 2009 styrtede nær landsbyen Jannatabad, udenfor byen Qazvin i det nordvestlige Iran. Alle 153 passagerer og 15 besætningsmedlemmer er erklæret døde. Denne ulykke er den 57. for en Tupolev Tu-154, og den femte for denne flytype i Iran. Det er den tolvte flyulykke i landet siden årtusindeskiftet, og i alt har 948 mennesker mistet livet siden den 2. februar 2000.

## Flyet
Flyet var en Tupolev Tu-154M bygget i 1987. Adskillige timer efter styrtet blev to af de 3 sorte bokse fundet, og selv om de er svært beskadigede, håber man på at de vil kunne afsløre årsagen til styrtet.
Flyet blev taget i brug den 20. april 1987 som YA-TAR, og blev solgt året efter til Ariana Afghan Airlines. Det gjorde tjeneste her, indtil det blev solgt til Caspian Airlines den 15. marts 1998.
Irans flåde af luftfartøjer ældes hele tiden og har ry for dårlig sikkerhed. Siden den iranske revolution i 1979 og sanktionerne som er indført af vestlige lande mod Iran, er det blevet umuligt for Iran at få reservedele til sin eksisterende flåde af Boeing- og andre amerikanske og europæiske modeller samt at købe nye fly herfra. Derfor har Iran været tvunget til at bestille russiskbyggede fly.

## Ulykken
Flyet styrtede kl. 11:33 lokal tid 16 minutter efter at det var lettet fra Tehran Imam Khomeini International Airport.. Piloten cirklede rundt en stund, medens han prøvede at finde et sikkert sted at lande – men uden held. Flyet blev fuldstændigt ødelagt, da det ramte en mark og lavede et 10 meter dybt krater. Et øjenvidne, som hævder kun at have været 100 meter væk, da flyet traf jorden, siger at flyet "faldt bare ned fra himlen".
Styrtet var det værste for civil luftfart nogensinde i Iran. I 2003 døde 302 mennesker, da et militærfly af typen Iljusjin Il-76 styrtede ned.